# غشاء مخاطي شمي
يقع الغشاء المخاطي الشمي (بالإنجليزية: Olfactory mucosa)‏ في المنطقة العليا من التجويف الأنفي ويتكون الغشاء من الظهارة الشمية والصفيحة المخصوصة أسفلها، والتي هي نسيج ضام يحتوي على الأرومات الليفية، والأوعية الدموية، وغدد بومان وحزم محاور عصبية دقيقة من العصبونات الشمية.
يحمي الغشاء المخاطي الشمي الظهارة الشمية ويسمح للروائح بأن تذوب فيه بحيث يمكن اكتشافها عن طريق الخلايا العصبية للمستقبلة الشمية. وتظهر الدراسات المجهرية الإلكترونية أن غدد بومان تحتوي على خلايا بها حويصلات إفرازية كبيرة. ورغم أن التركيب الدقيق لإفرازات غدد بومان غير واضحة، إلا أن هناك أدلة على أن غدد بومان لا تنتج بروتين رابط للروائح.
تتكون الظهارة الشمية في الفقاريات من ثلاثة أنواع من الخلايا الأساسية: عصبونات مستقبلات شمية ثنائية القطب، خلايا داعمة؛ والخلايا القاعدية، وهي خلايا جذعية تنقسم باستمرر وتجدد عصبونات المستقبلات الشمية والخلايا المعلقة.
تُظهر خلايا الغشاء المخاطي الشمي أن لديها درجة من اللدونة، وتحمل القدرة على الاستخدامات العلاجية. تم اقتراح الخلايا المغمدية الشمية كمتبرع للكروماتين عن طريق نقل نواة الخلية الجسدية في الأمراض العصبية التنكسية.
وقد استخدمت هذه الخلايا في التجارب السريرية للمعالجة العلاجية بالخلايا الجذعية البالغة، وحصدت النجاح للتطبيقات المستقبلية.